# Баба Джун
Баба Джун (ивр. באבא ג'ון‎) — израильский драматический фильм 2015 года режиссёра Юваля Дельшада. Был показан в секции «Contemporary World Cinema» на Международном кинофестивале в Торонто в 2015 году. Фильм стал лауреатом премии Офир в номинации «Лучший фильм» 2015 и стал кандидатом Израиля на премию «Лучший фильм на иностранном языке» на 88-й церемонии вручения премии «Оскар», но не был номинирован.

## Сюжет
Фильм рассказывает историю трех поколений еврейско-иранской семьи, живущей в сельскохозяйственном поселении в Негеве, все жители которого иммигрировали из Ирана. События происходят в 1980-е годы. Ицхак управляет фермой по разведению индеек, которую он унаследовал от своего отца. Его 13-летний сын Моти должен однажды взять на себя бизнес, но он не интересуется птицей и вместо этого хочет стать автомехаником. Нерешенное будущее бизнеса и визит брата Дариуса из США усугубляют уже существующую напряженность между поколениями иммигрантов (родителей, бабушек и дедушек) и уроженцами Израиля.
Фильм лишен сионистских символов, таких как воинственный дух, кибуц, оккупация, секуляризм.
Семья иммигрантов оторвана от процессов «плавильного котла», через которые прошло большинство выходцев из исламских стран. Персидский язык и персидская культура составляют большую часть жизни этой израильской семьи даже в конце восьмидесятых годов. Для израильтян фильм выглядит иностранным.

### Актёры
- Навид Негабан в роли Ицхака
- Дэвид Диаан в роли Дариуса
- Висс Эллиот Сафави
- Ашер Авраами в роли Моти
- Элиас Рафаэль